# Anton Nielsen
Anton Lauritz Nielsen (5. maj 1827 i Sneslev ved Fuglebjerg – 6. marts 1897 i Øster Skerninge) var en dansk forfatter.
Han blev uddannet lærer fra Jonstrum Seminarium i 1848. Nielsen debuterede i 1860 med novellen En Mormonhistorie i novelle-/korthistoriesamlingen Flinchs Almanak og debutede efterfølgende år på bogform med bogen Fra landet udgivet som noveller i 3 bind i årene fra 1861-1863.
Han har forfattet Hyrdedrengen (1861) som bl.a. bruges i litteraturundervisning på gymnasieniveau.
Han blev i 1857 gift med Inger Elisabeth Gøtzche.
Han er begravet på Ollerup Kirkegård.